# سفارة الأرجنتين في سويسرا
سفارة الأرجنتين في سويسرا هي أرفع تمثيل دبلوماسي لدولة الأرجنتين لدى سويسرا. تقع السفارة في برن وهي تهدف لتعزيز المصالح الأرجنتينية في سويسرا.

## وصلات خارجية
- قائمة سفارات الأرجنتين
- قائمة السفارات في سويسرا